# Caballito
Caballito, (petit cheval en Espagnol) est un des quarante-huit quartiers de Buenos Aires.